# Pachypodium lealii
Pachypodium lealii là một loài thực vật có hoa trong họ La bố ma. Loài này được Welw. mô tả khoa học đầu tiên năm 1869.

## Hình ảnh

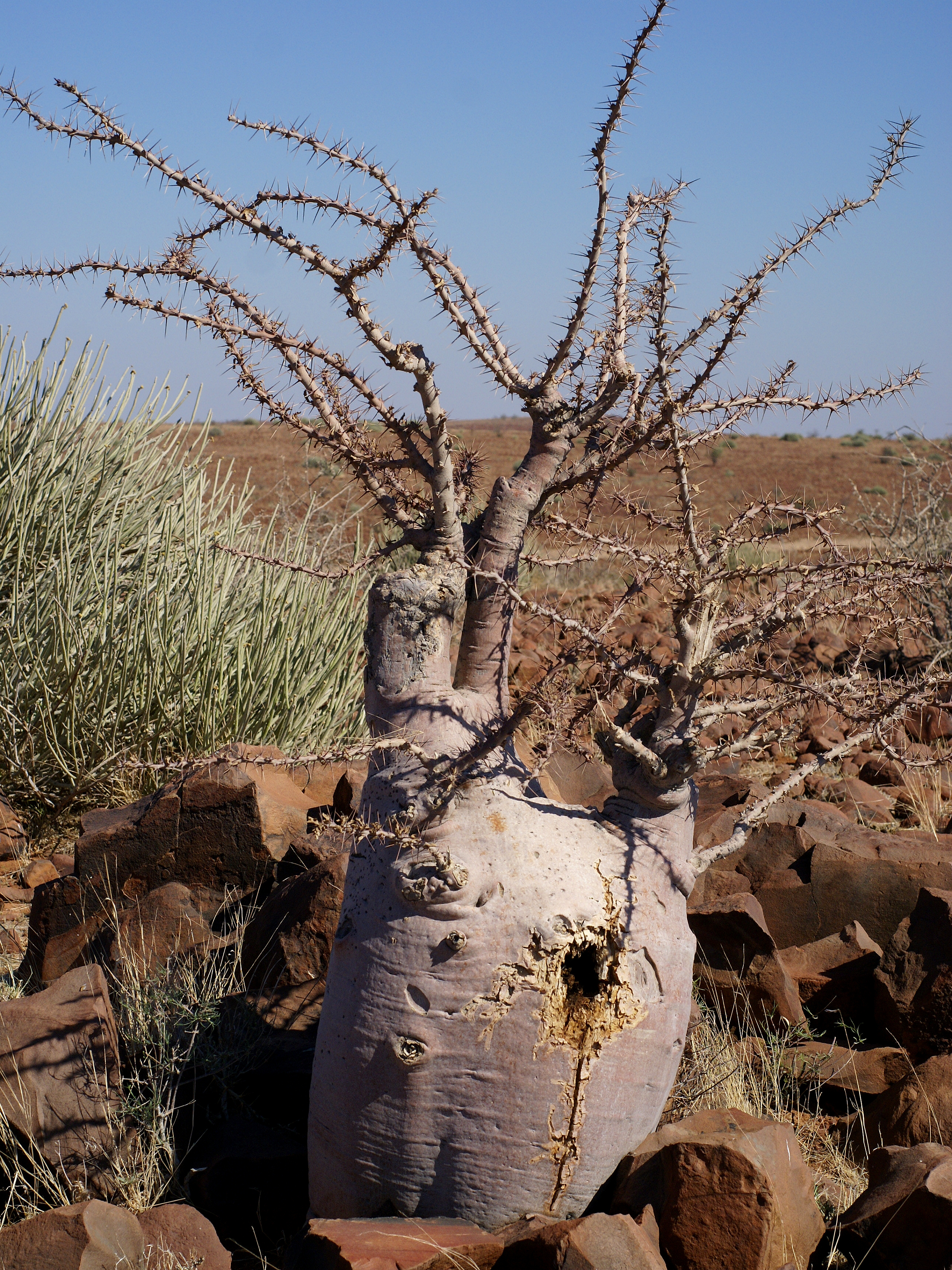
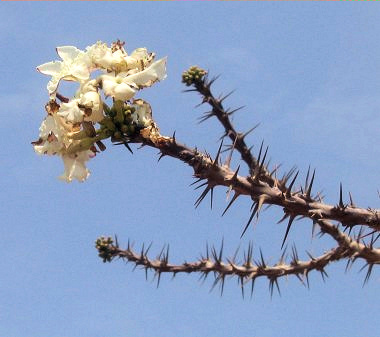
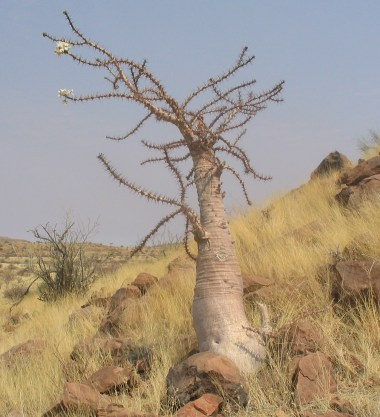
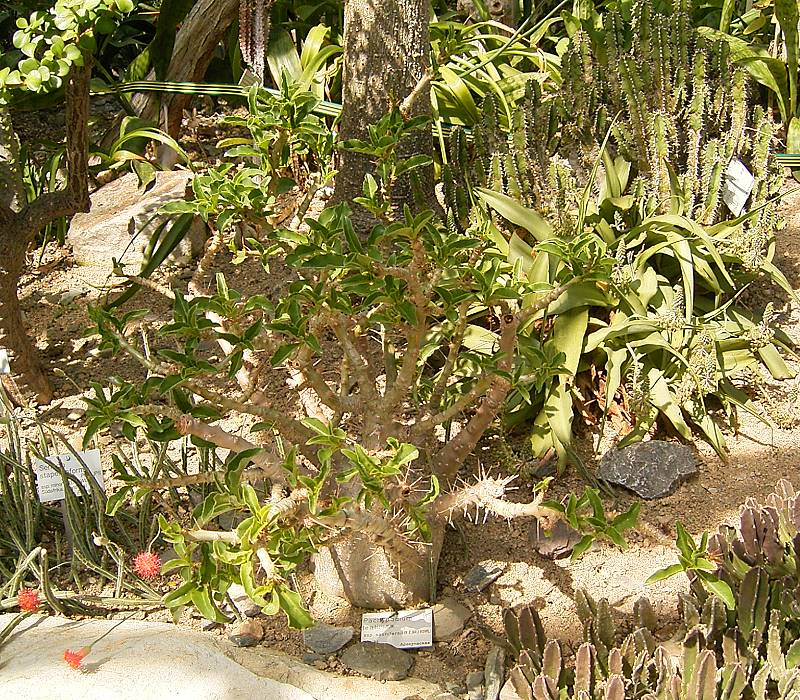